# Stef Kamil Carlens
Stef Kamil Carlens (Anversa, 27 settembre 1970) è un artista e musicista belga.

## Biografia
Dopo aver studiato arte, vive ad Anversa ed entra a far parte del mondo della musica grazie a Tom Barman con cui fonda la band dEUS nel 1991.
Con la band raggiunge il successo nel 1994 con Worst Case Scenario, poi nel 1996 con In a bar, under the sea.
Subito dopo l'uscita di questo album decide di lasciare la band per dedicarsi completamente al proprio progetto musicale chiamato Moondog Jr, dove suona con altri musicisti della scena belga come Tom Pintens, Bjorn Eriksson, Tomas De Smet, Aarich Jespers.
Di questa formazione era già uscito un EP nel 1993 a nome A Beatband intitolato: "Jintro travels the word in a skirt - 5 songs of wrath", ma è nel 1995 che esce il primo album come Moondog Jr, "Everyday I Wear A Greasy Black Feather On My Hat", nel quale si sentono ancora le influenze musicali dei dEUS.
Poi la band cambia nome definitivamente in Zita Swoon che nel 1997 fa uscire l'album sperimentale "Music Inspired by Sunrise, film by F.W. Murnau". Un disco ispirato interamente ad un film a cui partecipano diversi musicisti.
Carlens si interessa anche di arte e teatro, infatti ha scritto ed eseguito con altri artisti la colonna sonora per lo spettacolo teatrale Plage Tatto/Circumstances.
Nel 1998 esce "I paint pictures on a wedding dress", un album rock-pop che li fa apprezzare al grande pubblico, grazie anche al successo del singolo "Disco!" e del remix fatto dai Soulwax.
Nel 2001 esce "Life=A sexy Sanctuary", album abbastanza simile al precedente, sempre molto apprezzato, dalle sonorità vagamente pop, un po' elettronico e leggermente rock. Amano contaminarsi con diversi stili, sempre originali.
Sempre lo stesso anno esce un disco live, "Live at the Jet Studio", che contiene una performance acustica della band che propone alcuni pezzi dell'ultimo album.
Infine nel 2004 esce "A songs about a girl", un disco diverso dai precedenti, più acustico, con diversi pezzi cantati in francese, mentre prima la band utilizzava solo l'inglese.
Stef Kamil Carlens comunque, è una persona molto creativa, dipinge, fa sculture e installazioni che ha esposto in alcune tra le più importanti gallerie di Belgio e Paesi Bassi, collabora con diversi altri progetti musicali, quali Kiss my Jazz, e Songs With Others Strangers.